# سانتا ماریا دل مار

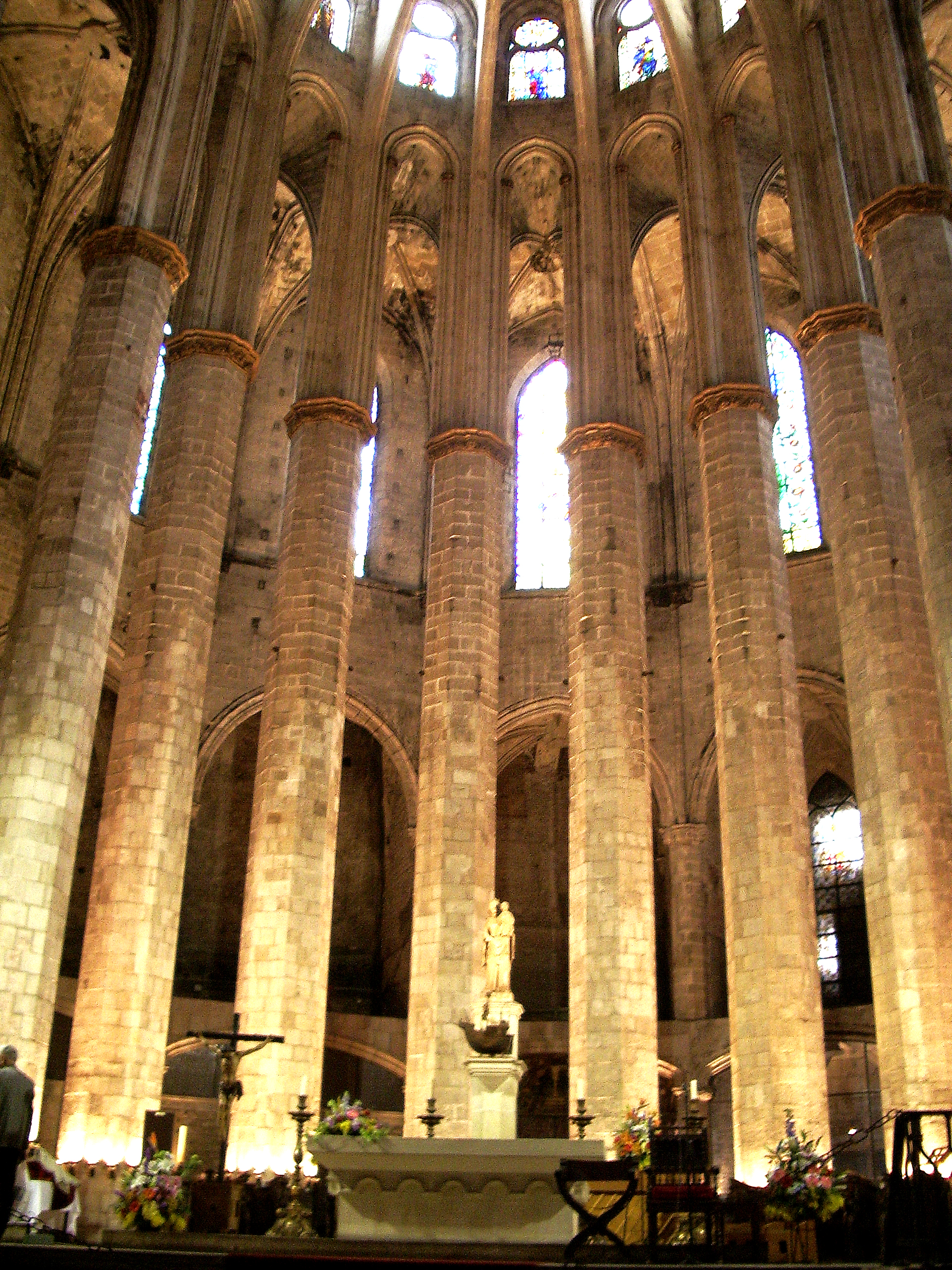
بخشی از کلیسا که در ۱۹۶۷ مرمت شده‌است.

سانتا ماریا دل مار (به اسپانیایی: Basílica de Santa María del Mar) کلیسایی به سبک گوتیک، واقع در بارسلون اسپانیا است که در بین سال‌های ۱۳۲۹ تا ۱۳۸۳ میلادی ساخته شده‌است. این بنا در عین وفاداری به سبک، ساخته‌ای نامتعارف در بین بناهای بزرگ قرون‌وسطی است.